# Olympische Sommerspiele 2008/Schwimmen – 400 m Freistil (Frauen)
Der Wettbewerb über 400 Meter Freistil der Frauen bei den Olympischen Spielen 2008 in Peking wurde am 10. und 11. August 2008 im Nationalen Schwimmzentrum Peking ausgetragen. 42 Athletinnen nahmen daran teil. 
Es fanden sechs Vorläufe statt. Die acht schnellsten Schwimmerinnen aller Vorläufe qualifizierten sich für das Finale, das am nächsten Tag ausgetragen wurde.

## Rekorde
Vor Beginn der Olympischen Spiele waren folgende Rekorde gültig.
| Weltrekord         | Federica Pellegrini ( Italien)    | 4:01,53 min | Eindhoven, Niederlande | 24. März 2008      |
| Olympischer Rekord | Janet Evans ( Vereinigte Staaten) | 4:03,85 min | Seoul, Südkorea        | 22. September 1988 |

## Titelträger
| Olympiasieger | Laure Manaudou ( Frankreich)   | 4:05,34 min | Athen 2004     |
| Weltmeister   | Laure Manaudou ( Frankreich)   | 4:02,61 min | Melbourne 2007 |
| Europameister | Federica Pellegrini ( Italien) | 4:01,53 min | Eindhoven 2008 |

## Vorlauf

### Vorlauf 1
| Platz | Name                 | Nation     | Zeit        | Anmerkung |
| ----- | -------------------- | ---------- | ----------- | --------- |
| 1     | Boglárka Kapás       | Ungarn     | 4:16,22 min |           |
| 2     | Shrone Austin        | Seychellen | 4:35,86 min |           |
|       | Natthanan Junkrajang | Thailand   | DNS         |           |

### Vorlauf 2
| Platz | Name                  | Nation      | Zeit        | Anmerkung |
| ----- | --------------------- | ----------- | ----------- | --------- |
| 1     | Yanel Pinto           | Venezuela   | 4:18,09 min |           |
| 2     | Natalija Chudjakowa   | Ukraine     | 4:18,34 min |           |
| 3     | Eva Lehtonen          | Finnland    | 4:20,07 min |           |
| 4     | Kristina Lennox-Silva | Puerto Rico | 4:20,17 min |           |
| 5     | Lee Ji-eun            | Südkorea    | 4:21,53 min |           |
| 6     | Khoo Cai Lin          | Malaysia    | 4:23,37 min |           |
| 7     | Golda Marcus          | El Salvador | 4:23,50 min |           |

### Vorlauf 3
| Platz | Name                          | Nation            | Zeit        | Anmerkung |
| ----- | ----------------------------- | ----------------- | ----------- | --------- |
| 1     | Susana Escobar                | Mexiko            | 4:11,99 min | NR        |
| 2     | Monique Ferreira              | Brasilien         | 4:12,21 min |           |
| 3     | Stephanie Au                  | Hongkong          | 4:14,82 min |           |
| 4     | Eleftheria Evgenia Efstathiou | Griechenland      | 4:15,78 min |           |
| 5     | Darja Beljakina               | Russland          | 4:16,21 min |           |
| 6     | Lynette Lim                   | Singapur          | 4:17,67 min |           |
| 7     | Cecilia Biagioli              | Argentinien       | 4:19,85 min |           |
| 8     | Yang Chin-kuei                | Chinesisch Taipeh | 4:24,78 min |           |

### Vorlauf 4
| Platz | Name               | Nation     | Zeit        | Anmerkung |
| ----- | ------------------ | ---------- | ----------- | --------- |
| 1     | Camelia Potec      | Rumänien   | 4:04,55 min |           |
| 2     | Laure Manaudou     | Frankreich | 4:04,93 min |           |
| 3     | Otylia Jędrzejczak | Polen      | 4:05,50 min |           |
| 4     | Linda Mackenzie    | Australien | 4:05,91 min |           |
| 5     | Jördis Steinegger  | Österreich | 4:09,72 min | NR        |
| 6     | Savannah King      | Kanada     | 4:11,49 min |           |
| 7     | Tan Miao           | China      | 4:12,35 min |           |
| 8     | Erika Villaécija   | Spanien    | 4:14,25 min |           |

### Vorlauf 5
| Platz | Name               | Nation             | Zeit        | Anmerkung |
| ----- | ------------------ | ------------------ | ----------- | --------- |
| 1     | Katie Hoff         | Vereinigte Staaten | 4:03,71 min | AM        |
| 2     | Joanne Jackson     | Großbritannien     | 4:03,80 min |           |
| 3     | Bronte Barratt     | Australien         | 4:04,16 min | OC        |
| 4     | Coralie Balmy      | Frankreich         | 4:04,25 min |           |
| 5     | Wendy Trott        | Südafrika          | 4:08,38 min | AF        |
| 6     | Lotte Friis        | Dänemark           | 4:08,47 min |           |
| 7     | Gabriella Fagundez | Schweden           | 4:11,40 min |           |
| 8     | Li Mo              | China              | 4:15,50 min |           |

### Vorlauf 6
| Platz | Name                | Nation             | Zeit        | Anmerkung |
| ----- | ------------------- | ------------------ | ----------- | --------- |
| 1     | Federica Pellegrini | Italien            | 4:02,19 min | OR        |
| 2     | Rebecca Adlington   | Großbritannien     | 4:02,24 min | NR        |
| 3     | Stephanie Horner    | Kanada             | 4:07,45 min |           |
| 4     | Kate Ziegler        | Vereinigte Staaten | 4:09,59 min |           |
| 4     | Flavia Rigamonti    | Schweiz            | 4:09,59 min |           |
| 6     | Melissa Corfe       | Südafrika          | 4:10,54 min |           |
| 7     | Jaana Ehmcke        | Deutschland        | 4:15,15 min |           |
| 8     | Ai Shibata          | Japan              | 4:17,96 min |           |

## Finale
| Platz | Name                | Nation             | Zeit        | Anmerkung |
| ----- | ------------------- | ------------------ | ----------- | --------- |
| 1     | Rebecca Adlington   | Großbritannien     | 4:03,22 min |           |
| 2     | Katie Hoff          | Vereinigte Staaten | 4:03,29 min | AM        |
| 3     | Joanne Jackson      | Großbritannien     | 4:03,52 min |           |
| 4     | Coralie Balmy       | Frankreich         | 4:03,60 min |           |
| 5     | Federica Pellegrini | Italien            | 4:04,56 min |           |
| 6     | Camelia Potec       | Rumänien           | 4:04,66 min |           |
| 7     | Bronte Barratt      | Australien         | 4:05,05 min |           |
| 8     | Laure Manaudou      | Frankreich         | 4:11,26 min |           |